# Running in the Family (singolo)
Running in the Family è un singolo del gruppo musicale britannico Level 42, pubblicato nel 1987 ed estratto dal settimo album dal titolo omonimo.

## Descrizione
Il brano Running in the Family è stato scritto da Mark King, Wally Baradou e da Roland "Bould" Gold. Il singolo fu pubblicato su etichetta Polydor e prodotto dai Level 42 e da Wally Baradou.
Il disco raggiunse il terzo posto delle classifiche in Belgio e nei Paesi Bassi, il quinto posto in Svizzera e il sesto posto nel Regno Unito. Nel Regno Unito, il singolo rimase per quattro settimane nella Top 10 e per sei nella Top 20.

## Tracce
7"
1. Running in the Family
2. Dream Crazy

12" maxi
1. Running in the Family (Extended Version) – 6:00
2. Dream Crazy – 3:50
3. Running in the Famiy – 3:57

## Classifiche
| Classifica    | Posizione massima | Nr. di settimane |
| ------------- | ----------------- | ---------------- |
| Austria       | 12                | 12               |
| Belgio        | 3                 | 12               |
| Germania      | 12                | 13               |
| Italia        | 10                |                  |
| Norvegia      | 7                 | 5                |
| Nuova Zelanda | 9                 | 14               |
| Paesi Bassi   | 3                 | 17               |
| Regno Unito   | 6                 |                  |
| Svezia        | 12                | 5                |
| Svizzera      | 5                 | 13               |

## Cover
Del brano Running in the Family è stata incisa nel 2007 una cover dal cantante José Galateo, che la incluse nel proprio album Remember.